# Aliance 4EU+
Aliance 4EU+ (také známá jako Evropská univerzitní aliance 4EU+) je aliancí šesti velkých a renomovaných veřejných univerzit s velkým rozsahem výzkumné činnosti:
- Univerzita Karlova (Praha, Česko),
- Universität Heidelberg (Heidelberg, Německo),
- Sorbonne Université (Paříž, Francie),
- Københavns Universitet (Kodaň, Dánsko),
- Università degli Studi di Milano (Milán, Itálie),
- Uniwersytet Warszawski (Varšava, Polsko).

## Historie a mise
Aliance 4EU byla vytvořena v roce 2017 Univerzitou Karlovou, Universität Heidelberg, Sorbonne Université a Uniwersytet Warszawski. Rektoři těchto čtyř institucí podepsali společnou Deklaraci o vytvoření Evropské univerzitní aliance 4EU 10. března 2018 v Paříži. Università degli Studi di Milano a Københavns Universitet se ke konsorciu připojily v posledním čtvrtletí téhož roku a aliance změnila své jméno na 4EU+.
Členové Aliance 4EU+ společně usilují o zavedení nové úrovně kvality vzájemné spolupráce ve výuce, vzdělávání, výzkumu a správě a ve vytváření infrastruktury, která bude umožňovat bezproblémovou spolupráci studentů a akademických i administrativních pracovníků. Aliance je založena na společném chápání role evropské univerzity jako instituce, jejímž posláním je udržovat a rozvíjet akademické hodnoty, zajišťovat rovný přístup ke vzdělání a formovat příští generace otevřených a kriticky uvažujících občanů, kteří budou připraveni čelit globálním výzvám a nacházet jejich řešení.
S ohledem na současné klíčové globální výzvy se spolupráce ve vědě a vzdělávání v rámci Aliance 4EU+ soustředí na čtyři multidisciplinární vlajkové lodě (Flagships):
1. Zdraví a demografické změny v městském prostředí;
2. Evropa v měnícím se světě: Porozumění a zapojení společností, ekonomik, kultur a jazyků;
3. Transformování vědy a společnosti prostřednictvím pokroku v oblasti informačních, výpočetních a komunikačních technologií;
4. Biodiverzita a udržitelný rozvoj.[3]

Členské univerzity 4EU+ jsou rozmístěny ve všech čtyřech evropských subregionech a spadají také do čtyř regionů, pro které byly přijaty makroregionální strategie Evropské unie (jadransko-jónský region, alpský region, region Baltské moře, Podunají).
28. února 2019 podala Aliance 4EU+ stejně jako 53 dalších univerzitních uskupení přihlášku v rámci výzvy Evropské univerzity programu Erasmus+. Generální ředitelství Evropské komise pro vzdělávání a kulturu Alianci 4EU+ 26. června 2019 vybralo jako jednu ze 17 pilotních "Evropských univerzit" a podpořilo její tříletý projekt 5 miliony eur.

## Fakta a čísla
Členské státy EU, ve kterých se šest 4EU+ univerzit nachází, jsou situované od Středomoří k Severnímu a Baltskému moři, pokrývají 39% teritoria Evropské unie a vzdělávají 49% studentů zemí EU.
| Studenti:            | 286 940    |
| Akademický personál: | 23 680     |
| Ostatní zaměstnanci: | 26 350     |
| Projekty Erasmus+:   | 243        |
| Financování z H2020: | 368 mil. € |
| ERC projekty:        | 115        |